# Guillermo de la Cuadra
Guillermo de la Cuadra Gormaz (Santiago, 5 de febrero de 1886-Santiago, 8 de octubre de 1967) fue un genealogista e historiador chileno.

## Vida
Sobrino suyo fue Enrique Evans de la Cuadra. Se educó en el Colegio San Ignacio de Santiago y en la Universidad Católica de Chile, titulándose como abogado. Ejerció como profesor de Historia de Chile en la Universidad, viajó al extranjero donde obtuvo conocimientos en genealogía y heráldica.
Fue presidente de la Academia Nacional de Historia (1965-1971), cargo que ocupó hasta fallecer, siendo reemplazado por Javier González Echenique.

## Obras
- Genealogía Chilena, Homenaje a Don Domingo Amunátegui Solar (1935).
- Censos de la Capitanía General de Chile (1940).
- Origen y Desarrollo de las Familias Chilenas, Volumen 1 (1948).
- Abogados Antiguos: 1776-1876 (1971).
- y la colección póstuma Familias Chilenas (Origen y Desarrollo de las Familias Chilenas) (1982).